# Gymnastique rythmique aux Jeux olympiques d'été de 2020
Pour des articles plus généraux, voir Gymnastique rythmique aux Jeux olympiques et Gymnastique aux Jeux olympiques d'été de 2020.
Navigation
Rio 2016 Paris 2024
Les compétitions de gymnastique rythmique des Jeux olympiques d'été de 2020 organisés à Tokyo (Japon), devaient se dérouler au Centre de gymnastique d'Ariake du 6 au 8 août 2021 en clôture des épreuves de gymnastique, et ont été reportées du 6 au 8 août 2021.

## Qualifications
26 places sont attribuées en individuel. 
| Compétition                             | Date                 | Lieu                                                                    | Places | Qualifiés |
| --------------------------------------- | -------------------- | ----------------------------------------------------------------------- | ------ | --- |
| Pays organisateur (place redistribuée)  |                      |                                                                         | 1      | Salome Pazhava |
| Championnat du monde 2019 non nominatif | 16-22 septembre 2019 | Bakou, Azerbaïdjan                                                      | 16     | Russie (2) Israël (2) Bulgarie (2) Ukraine (2) Italie(2) États-Unis (2) Biélorussie (2) Japon (1) Azerbaïdjan (1) |
| Étapes de la coupe du monde 2021        | 2021                 | Pesaro, Italie Sofia, Bulgarie Tachkent, Ouzbékistan Bakou, Azerbaïdjan | 3      | Ekaterina Vedeneeva Sabina Tashkenbaeva Japon (1)                                                                 |
| Championnats d'Europe 2021              | 9-13 juin 2021       | Varna, Bulgarie                                                         | 1      | Fanni Pigniczki                                                                                                   |
| Championnats d'Asie 2021                | 8-10 juin 2021       | Tachkent, Ouzbékistan                                                   | 1      | Alina Adilkhanova                                                                                                 |
| Championnats d'Afrique 2020             | 10-15 mars 2020      | Charm el-Cheikh, Égypte                                                 | 1      | Habiba Marzouk |
| Championnats d'Amérique 2021            | 11-13 juin 2021      | Rio de Janeiro, Brésil                                                  | 1      | Rut Castillo Galindo                                                                                              |
| Championnats d'Océanie 2021             | 13-21 mai 2021       | Gold Coast, Australie                                                   | 1      | Lidiia Iakovleva                                                                                                  |
| Commission tri-partite                  |                      |                                                                         | 1      | Marcia Alves Lopes                                                                                                |

14 places sont attribuées en ensemble
| Compétition                            | Date                 | Lieu                    | Places | Qualifiés                                  |
| -------------------------------------- | -------------------- | ----------------------- | ------ | ------------------------------------------ |
| Pays organisateur (place redistribuée) |                      |                         | 1      | États-Unis                                 |
| Championnat du monde 2018              | 10-16 septembre 2019 | Sofia, Bulgarie         | 3      | Russie Italie Bulgarie                     |
| Championnat du monde 2019              | 16-22 septembre 2019 | Bakou, Azerbaïdjan      | 5      | Japon Biélorussie Israël Chine Azerbaïdjan |
| Championnats d'Europe 2021             | 9-13 juin 2021       | Varna, Bulgarie         | 1      | Ukraine                                    |
| Championnats d'Asie 2021               | 8-10 juin 2021       | Tachkent, Ouzbékistan   | 1      | Ouzbékistan                                |
| Championnats d'Afrique 2020            | 10-15 mars 2020      | Charm el-Cheikh, Égypte | 1      | Égypte                                     |
| Championnats d'Amérique 2021           | 11-13 juin 2021      | Rio de Janeiro, Brésil  | 1      | Brésil                                     |
| Championnats d'Océanie 2021            | 13-21 mai 2021       | Gold Coast, Australie   | 1      | Australie                                  |

## Programme
| Q | Qualification | F | Finale |

| Épreuve↓/Date →             | Ven. 6 | Sam. 7 | Dim. 8 |
| --------------------------- | ------ | ------ | ------ |
| Concours général individuel | Q      | F      |        |
| Concours des ensembles      |        | Q      | F      |

| Date        | Heure         | Compétition                                      |
| ----------- | ------------- | ------------------------------------------------ |
| 6 août 2021 | 10:20 - 13:15 | Qualifications individuelles (cerceau et ballon) |
| 6 août 2021 | 14:50 - 17:45 | Qualifications individuelles (massues et ruban)  |
| 7 août 2021 | 10:00 - 12:40 | Qualifications des ensembles                     |
| 7 août 2021 | 15:20 - 17:50 | Finale concours général individuel               |
| 8 août 2021 | 11:00 - 12:45 | Finale concours général des ensembles            |

## Podiums
| Épreuves                                        | Or                                                                                       | Argent                                                                                             | Bronze                                                                                        |
| ----------------------------------------------- | ---------------------------------------------------------------------------------------- | -------------------------------------------------------------------------------------------------- | --------------------------------------------------------------------------------------------- |
| Concours général individuel résultats détaillés | Linoy Ashram Israël                                                                      | Dina Averina ROC                                                                                   | Alina Harnasko Biélorussie                                                                    |
| Concours des ensembles résultats détaillés      | Bulgarie Simona Dyankova Stefani Kiryakova Madlen Radukanova Laura Traets Erika Zafirova | ROC Anastasia Bliznyuk Anastasiia Maksimova Angelina Shkatova Anastasiia Tatareva Alisa Tishchenko | Italie Martina Centofanti Agnese Duranti Alessia Maurelli Daniela Mogurean Martina Santandrea |

## Tableau des médailles
| Rang  | Nation                     | Or | Argent | Bronze | Total |
| ----- | -------------------------- | -- | ------ | ------ | ----- |
| 1     | Israël                     | 1  | 0      | 0      | 1     |
| 1     | Bulgarie                   | 1  | 0      | 0      | 1     |
| 3     | Comité olympique de Russie | 0  | 2      | 0      | 2     |
| 4     | Biélorussie                | 0  | 0      | 1      | 1     |
| 4     | Italie                     | 0  | 0      | 1      | 1     |
| Total | Total                      | 2  | 2      | 2      | 6     |